# Cyphostemma odontadenia
Cyphostemma odontadenia är en vinväxtart som först beskrevs av Ernest Friedrich Gilg, och fick sitt nu gällande namn av Descoings. Cyphostemma odontadenia ingår i släktet Cyphostemma och familjen vinväxter. Inga underarter finns listade i Catalogue of Life.